# 菅原善主
菅原 善主（すがわら の よしぬし）は、平安時代初期の貴族。左京大夫・菅原清公の三男。官位は従五位下・勘解由次官。

## 経歴
天長2年（825年）に23歳にして文章生に補せられる。
承和年間の初頭に弾正少忠に任ぜられた後、承和3年（836年）遣唐使判官に任ぜられ、播磨権大掾を兼ねる。7月に使節団は4隻の遣唐使船に分乗して（善主は第3船に乗船）九州から出航するが、まもなく4隻とも漂流して肥前国へ引き返す。承和4年（837年）の二度目の渡航も失敗し、承和5年（838年）三度目の渡航でようやく渡唐に成功し長安へ入京する。翌承和6年（839年）8月に肥前に帰着し、9月に使節に対する叙位が行われて善主は従五位下に叙爵された。
承和7年（840年）6月に兵部少輔に任ぜられるが、同年8月に伊勢権介に転じたのちは、一時主税頭を挟むも、伊勢介・越前介と仁明朝の後半は主に地方官を歴任した。
文徳朝の仁寿2年（852年）6月に勘解由次官として京官に復帰するが、病により同年11月7日卒去。享年50。最終官位は勘解由次官従五位下。

## 人物
若い頃より聡くて賢い一方、容儀が美しく、非常に弁も立った。

## 官歴
『六国史』による。
- 天長2年（825年） 日付不詳：文章生
- 承和初頭：弾正少忠
- 承和3年（836年） 日付不詳：遣唐使判官。日付不詳：播磨権大掾
- 時期不詳：正六位上
- 承和6年（839年） 9月28日：従五位下
- 承和7年（840年） 6月10日：兵部少輔。8月22日：伊勢権介
- 承和8年（841年） 閏9月28日：伊勢介
- 承和9年（842年） 12月14日 ：伊勢介（父服喪明け）
- 承和13年（846年） 2月29日：主税頭
- 承和14年（847年） 日付不詳：越前介
- 仁寿2年（852年） 6月14日：勘解由次官。11月7日：卒去（勘解由次官従五位下）

## 系譜
- 父：菅原清公[4]
- 母：不詳
- 妻：不詳
  - 男子：菅原宗岳（?-910）[5]